# Zofia Anna Walter
Zofia Anna Walter (ur. 1930 w Brzezinach, zm. 22 lipca 2017) – polska biolog, prof. zw. dr hab.

## Życiorys
W 1955 ukończyła studia biologiczne na Uniwersytecie Łódzkim, w 1963 obroniła pracę doktorską  Kwasy rybonukleinowe trzustki, w 1970 habilitowała się na podstawie dorobku naukowego i pracy zatytułowanej Chemiczne i fizykochemicznebadania DNA limfocytów. W 1983 nadano jej tytuł profesora w zakresie nauk przyrodniczych.
Objęła funkcję profesora zwyczajnego w Katedrze Genetyki Molekularnej na Wydziale Biologii i Ochrony Środowiska Uniwersytetu Łódzkiego.
Pochowana w części ewangelicko-augsburskiej Starego Cmentarza w Łodzi.

## Odznaczenia i wyróżnienia
- Medal Komisji Edukacji Narodowej[1]
- Złoty Krzyż Zasługi[1]
- Medal "Uniwersytet Łódzki w Służbie Społeczeństwu i Nauce[1]
- Krzyż Kawalerski Orderu Odrodzenia Polski[1]